# 聂士荣
聂士荣（有资料写为聂世荣），江苏省扬州市人，原系哈尔滨锅炉厂工人，黑龙江省革命委员会成立时任常委，后为省革委会党的核心小组成员，1970年至1977年12月任黑龙江省革命委员会副主任。1968年12月黑龙江省工代会成立时任主任。1976年12月30日，中共中央批准对聂士荣离职审查。1978年7月17日被逮捕。1982年4月被判有期徒刑八年，剥夺政治权利三年。